# 千高原
《千高原》（法語：Mille plateaux），是一本由法國哲學家吉尔·德勒兹與心理學家菲利克斯·伽塔利於1980年合作出版的一本書。这是《资本主义与精神分裂》的第二卷，也是最后一卷。
该书被认为是后现代主义与后结构主义的重要陈述，尤其是从20世纪末开始。

## 内容
像第一卷《反俄狄浦斯》一样，《千高原》作为《资本主义与精神分裂症》的第二卷，在政治观点和术语使用上都具有挑衅性，但内容更多地集中在系统，环境和空间哲学上。德勒兹和伽塔利在其中讨论了根茎，语言张力，容贯的平面，作为配置的资本主义中心化，面孔和颜貌，无器官的身体，游牧民等概念。在语言和文学方面，则讨论了语言的树形，解域和结域，树状，语用学、逃逸线、多元体、生成、层、层化和去层化、战争机器、所指、能指和符号、抽象机器和编码。
这本书以非线性的，寓意的方式作成。在开头德勒兹和伽塔利便明确警告读者，不要扎下根系（德勒兹认为传统的书籍是一种树形，而高原则是根茎）并使用传统的阅读顺序去读，而是选择一座新的高原或页面，并在每个高原上“归零”，只要求他们先阅读导言，最后阅读结论。